# Farkas András (gyógyszerész)
Farkas András Zsigmond (Torda, 1909. december 8. – Budapest, 1972. január 30.) gyógyszerész, gyógyszerész doktor, egyetemi docens.

## Életpályája
1929–1934 között a Szegedi Tudományegyetem orvostudományi karán tanult. 1934-ben tanulmányait megszakította; Erdélyben ment. 1937-ben jött vissza Magyarországra; Budapesten gyógyszerészgyakornok lett. 1939-ben gyakornoki vizsgát tett. 1940–1947 között Budapesten a Fő utcai Fekete Medve Patikában gyakornok, majd gyógyszerész volt. 1947-ben a Pázmány Péter Tudományegyetemen gyógyszerészi oklevelet szerzett. 1948-tól a budapesti tudományegyetem Gyógyszerészeti Intézetében demonstrátor volt. 1950-ben gyógyszerészetből doktori oklevelet szerzett. 1950-től tanársegéd volt. 1950–1959 között a galenusi laboratóriumban osztályezető-helyettese, 1959-től oktatási és adminisztratív vezetője volt. 1951-től az orvostudományi egyetemen volt tanársegéd. 1956-tól adjunktus, 1961-től docens volt. 1958-tól a gyógyszerészeti propedeutika megbízott előadója volt. 1971-ben nyugdíjba vonult. 1971 után tudományos tanácsadóként tevékenykedett.
Több jegyzetet és gyógyszerészeti tanulmányt írt. Temetése a Farkasréti temetőben zajlott. (6/3-1-15/16)

## Családja
Szülei: Farkas Zsigmond és Balla Julianna voltak. 1942-ben, Budapesten házasságot kötött Szemán Erzsébettel. Három gyermekük született: Erzsébet, András és Ágnes.

## Művei
- Hogyan készítsünk barbitursavból nátriumsót? (A Gyógyszerész, 1949)
- Gyógyszerkészítmények, tabletták, pilulák bevonási eljárásai, különös tekintettel a drazsírozásra (Gyógyszerészdoktori értekezés; Budapest, 1950)
- A suppositorium haemohorrdiale készítésének módosítása (A Gyógyszerész, 1950)
- Főzet és forrázat (jegyzet, Budapest, 1957)
- Gyógyszerészi propedeutika (Budapest, 1958; több kiadásban)